# Бокау
Бокау (нім. Bockau) — громада в Німеччині, розташована в землі Саксонія. Входить до складу району Рудні Гори. Складова частина об'єднання громад Чорлау.
Площа — 19,15 км2. Населення становить 2200 ос. (станом на 31 грудня 2020).